# Mistrovství světa v bojovém sambo
Mistrovství světa v bojovém sambo je sportovní akce s historií zhruba od roku 2001. Pořádání mistrovství světa v bojovém sambo organizuje od roku 2007 Mezinárodní sambistická federace (FIAS). V současné době jde o výhradně mužský sport.
V Česku je bojové (combat) sambo na rozdíl od zápasu sambo rozšířené kvůli svému využití v profesionálním zápasu (MMA, K1 apod.) a Češi pravidelně startují na mistrovstvích světa.

## Jednotlivé ročníky s historií a vítězi
| rok  | místo                       | −52 kg                      | −57 kg                      | −62 kg                      | −68 kg                      | −74 kg                      | −82 kg                      | −90 kg                      | −100 kg                     | +100 kg                     |
| ---- | --------------------------- | --------------------------- | --------------------------- | --------------------------- | --------------------------- | --------------------------- | --------------------------- | --------------------------- | --------------------------- | --------------------------- |
| 2001 | výsledky nejsou k dispozici | výsledky nejsou k dispozici | výsledky nejsou k dispozici | výsledky nejsou k dispozici | výsledky nejsou k dispozici | výsledky nejsou k dispozici | výsledky nejsou k dispozici | výsledky nejsou k dispozici | výsledky nejsou k dispozici | výsledky nejsou k dispozici |
| 2002 | výsledky nejsou k dispozici | výsledky nejsou k dispozici | výsledky nejsou k dispozici | výsledky nejsou k dispozici | výsledky nejsou k dispozici | výsledky nejsou k dispozici | výsledky nejsou k dispozici | výsledky nejsou k dispozici | výsledky nejsou k dispozici | výsledky nejsou k dispozici |
| 2003 | Roquebrune                  | A. Olejnikov                | R. Drožžin                  | ?                           | M. Antipov                  | A. Gagarin                  | ?                           | S. Chramov                  | R. Achadullajev             | A. Jemeljaněnko             |
| 2004 | Praha                       | výsledky nejsou k dispozici | výsledky nejsou k dispozici | výsledky nejsou k dispozici | výsledky nejsou k dispozici | výsledky nejsou k dispozici | výsledky nejsou k dispozici | výsledky nejsou k dispozici | výsledky nejsou k dispozici | výsledky nejsou k dispozici |
| 2005 | Praha                       | výsledky nejsou k dispozici | výsledky nejsou k dispozici | výsledky nejsou k dispozici | výsledky nejsou k dispozici | výsledky nejsou k dispozici | výsledky nejsou k dispozici | výsledky nejsou k dispozici | výsledky nejsou k dispozici | výsledky nejsou k dispozici |
| 2006 | Taškent                     | B. Važilov                  | O. Soninhuu                 | D. Simanov                  | I. Isajkin                  | D. Radnajev                 | A. Gagarin                  | E. Glijamov                 | D. Zabolotnyj               | A. Jemeljaněnko             |
| 2007 | Praha                       | B. Važilov                  | D. Jemeljukov               | B. Damlanpürev              | S. Grečicho                 | I. Isajkin                  | Ro. Dimitrov                | A. Kolomijec                | A. Garkušenko               | F. Jemeljaněnko             |
| 2008 | Petrohrad                   | A. Stišak                   | D. Jemeljukov               | B. Damlanpürev              | M. Ristov                   | V. Galijev                  | Ro. Dimitrov                | M. Zajac                    | D. Zabolotnyj               | B. Ivanov                   |
| 2009 | Soluň                       | J. Rachimov                 | M. Kosev                    | M. Pankov                   | S. Grečicho                 | V. Galijev                  | Ru. Dimitrov                | V. Vasilevskij              | S. Chramov                  | A. Kňazev                   |
| 2010 | Taškent                     | S. Yergashev                | M. Kosev                    | R. Mirzajev                 | V. Vardanjan                | B. Omoktujev                | M. Karimov                  | V. Vasilevskij              | I. Abasov                   | K. Sidělnikov               |
| 2011 | Vilnius                     | A. Stišak                   | M. Kosev                    | I. Daviděnko                | I. Kudratov                 | Š. Gasanchanov              | Ro. Dimitrov                | A. Kolomijec                | Vi. Němkov                  | M. Marinkov                 |
| 2012 | Minsk                       | A. Sulejmenov               | A. Bagautdinov              | S. Grečicho                 | R. Gasanchanov              | A. Panov                    | A. Ivanov                   | V. Vasilevskij              | S. Kolbasov                 | K. Sidělnikov               |
| 2013 | Petrohrad                   | A. Stišak                   | M. Kosev                    | I. Džavadov                 | A. Ospanov                  | Š. Gasanchanov              | M. Karimov                  | V. Vasilevskij              | P. Lysenko                  | K. Sidělnikov               |
| 2014 | Narita                      | A. Sulejmenov               | A. Budažapov                | I. Severin                  | A. Ospanov                  | M. Nasibjan                 | D. Samojlov                 | S. Alijev                   | Va. Němkov                  | K. Sidělnikov               |
| 2015 | Casablanca                  | A. Sulejmenov               | M. Kosev                    | V. Ivanov                   | A. Ospanov                  | I. Kudratov                 | A. Ivanov                   | V. Vasilevskij              | Va. Němkov                  | K. Sidělnikov               |
| 2016 | Sofie                       | A. Stišak                   | V. Alchasov                 | R. Taldijev                 | R. Gasanchanov              | I. Machačov                 | R. Magomedalijev            | I. Aliskerov                | M. Mochnatkin               | D. Golcov                   |
| 2017 | Soči                        | G. Mchitarjan               | M. Gamzajev                 | R. Taldijev                 | D. Vojevodin                | B. Raiymku                  | Ko S.-h.                    | V. Vasilevskij              | Va. Němkov                  | D. Golcov                   |